# Crime Writers' Association
Crime Writers' Association (CWA) är en brittisk förening för deckarförfattare. Föreningen grundades av författaren John Creasey 1953,  och hade 2006 över 450 medlemmar. Ordförande är för närvarande (2008) Robert Richardson.
Medlemskap i CWA är öppet för författare som har publicerat minst en kriminalroman på ett etablerat förlag, eller efter förslag från föreningens medlemskapskommité. Fullt medlemskap är begränsat till författare bosatta i Förenade konungariket Storbritannien och Nordirland.
Enligt föreningens officiella webbplats ska den:
- Bekräfta medlemmarnas status som kriminalförfattare
- Främja kontakt mellan kriminalförfattare och arrangera sociala sammankomster
- Vara en möteplats för författare, litterära agenter, förlag och kritiker
- Promovera medlemmarnas böcker på föreningens webbplats och publicera deras offentliga framträdanden

förf Föreningen arrangerar också skrivarverkstad, festivaler och litterära möten med författare. Tillsammans med Mystery Writers of America är CWA antagligen världens mest kända förening för kriminalförfattare.

## Dagger-prisen
CWA er kanske mest känt för att de utdelar de årliga Dagger-priserna, som tillsammans med Mystery Writers of Americas Edgar-pris räknas som världens mest prestigefyllda kriminallitterära priser.